# Grand Prix Formule 1 van Frankrijk 2001
De Grand Prix Formule 1 van Frankrijk 2001 werd gehouden op 1 juli 2001 op het Circuit Magny-Cours in Magny-Cours.

## Uitslag
| Positie | Nummer | Rijder                | Team               | Ronden | Tijd/Opgave     | Startplaats | Punten |
| ------- | ------ | --------------------- | ------------------ | ------ | --------------- | ----------- | ------ |
| 1       | 1      | Michael Schumacher    | Scuderia Ferrari   | 72     | 1:33:35.636     | 2           | 10     |
| 2       | 5      | Ralf Schumacher       | Williams-BMW       | 72     | +10.399         | 1           | 6      |
| 3       | 2      | Rubens Barrichello    | Scuderia Ferrari   | 72     | +16.381         | 8           | 4      |
| 4       | 4      | David Coulthard       | McLaren - Mercedes | 72     | +17.106         | 3           | 3      |
| 5       | 12     | Jarno Trulli          | Jordan-Honda       | 72     | +1:08.285       | 5           | 2      |
| 6       | 16     | Nick Heidfeld         | Sauber - Petronas  | 71     | +1 Ronde        | 9           | 1      |
| 7       | 17     | Kimi Räikkönen        | Sauber - Petronas  | 71     | +1 Ronde        | 13          |        |
| 8       | 11     | Heinz-Harald Frentzen | Jordan-Honda       | 71     | +1 Ronde        | 7           |        |
| 9       | 9      | Olivier Panis         | BAR-Honda          | 71     | +1 Ronde        | 11          |        |
| 10      | 23     | Luciano Burti         | Prost Grand Prix   | 71     | +1 Ronde        | 15          |        |
| 11      | 7      | Giancarlo Fisichella  | Benetton Formula   | 71     | +1 Ronde        | 16          |        |
| 12      | 22     | Jean Alesi            | Prost Grand Prix   | 70     | +2 Rondes       | 19          |        |
| 13      | 14     | Jos Verstappen        | Arrows - Asiatech  | 70     | +2 Rondes       | 18          |        |
| 14      | 19     | Pedro de la Rosa      | Jaguar Racing      | 70     | +2 Rondes       | 14          |        |
| 15      | 20     | Tarso Marques         | Minardi            | 69     | +3 Rondes       | 22          |        |
| 16      | 8      | Jenson Button         | Benetton Formula   | 68     | Benzinedruk     | 17          |        |
| 17      | 21     | Fernando Alonso       | Minardi            | 65     | Motor           | 21          |        |
| Ret     | 18     | Eddie Irvine          | Jaguar Racing      | 54     | Motor           | 12          |        |
| Ret     | 6      | Juan Pablo Montoya    | Williams-BMW       | 52     | Motor           | 6           |        |
| Ret     | 15     | Enrique Bernoldi      | Arrows - Asiatech  | 17     | Motor           | 20          |        |
| Ret     | 10     | Jacques Villeneuve    | BAR-Honda          | 5      | Motor           | 10          |        |
| DNS     | 3      | Mika Häkkinen         | McLaren - Mercedes | 0      | Versnellingsbak | 4           |        |

## Wetenswaardigheden
- Zoals gewoonlijk worden deze en de hieropvolgende Grand Prix van Groot-Brittannië zonder tabaksreclame gereden.
- De McLaren van Mika Häkkinen startte niet in de opwarmronde door een versnellingsbakprobleem. Zijn gridplaats was leeg.

## Statistieken
| Snelste ronde | David Coulthard | McLaren - Mercedes | 1:16.088 |

## Noot
- Dit was de honderdste Grand Prix-start voor Olivier Panis. Hiermee was Panis de 47ste coureur die minstens 100 Grands Prix had gereden.
- Eerste pole position voor Ralf Schumacher.
- Michael Schumacher had nu 2.942 rondes als raceleider gereden en vestigde hiermee een nieuw record. Hij verbrak het oude record van Ayrton Senna (2.931 rondes), gevestigd tijdens de Grote Prijs van San Marino van 1994.
- Dit was de vijftigste Grand Prix-winst voor Michael Schumacher.

1906 · 1907 · 1908 · 1912 · 1913 · 1914 · 1921 · 1922 · 1923 · 1924 · 1925 · 1926 · 1927 · 1928 · 1929 · 1930 · 1931 · 1932 · 1933 · 1934 · 1935 · 1936 · 1937 · 1938 · 1939 · 1947 · 1948 · 1949 · 1950 · 1951 · 1952 · 1953 · 1954 · 1956 · 1957 · 1958 · 1959 · 1960 · 1961 · 1962 · 1963 · 1964 · 1965 · 1966 · 1967 · 1968 · 1969 · 1970 · 1971 · 1972 · 1973 · 1974 · 1975 · 1976 · 1977 · 1978 · 1979 · 1980 · 1981 · 1982 · 1983 · 1984 · 1985 · 1986 · 1987 · 1988 · 1989 · 1990 · 1991 · 1992 · 1993 · 1994 · 1995 · 1996 · 1997 · 1998 · 1999 · 2000 · 2001 · 2002 · 2003 · 2004 · 2005 · 2006 · 2007 · 2008 · 2018 · 2019 · 2021 · 2022